# دهستان آویز
دهستان آویز نام دهستانی در بخش مرکزی شهرستان فراشبند، استان فارس در ایران است. براساس سرشماری مرکز آمار ایران در سال ۱۳۹۵، جمعیت آن ۸۵۱۴ نفر (۲۱۳۶ خانوار) بوده‌است.